# Nomada decepta
Nomada decepta là một loài Hymenoptera trong họ Apidae. Loài này được Mitchell mô tả khoa học năm 1962.